# Kerlingardyngja
Kerlingardyngja är ett berg i republiken Island. Det ligger i regionen Norðurland eystra, 280 km nordost om huvudstaden Reykjavík. 
Trakten runt Kerlingardyngja är nära nog obefolkad, med mindre än två invånare per kvadratkilometer. Det finns inga samhällen i närheten. Trakten runt Kerlingardyngja består i huvudsak av gräsmarker.